# Анаис Мичел
Анаис Мичел (енгл. Anaïs Mitchell, 26. март 1981) америчка је алтернативна фолк музичарка, кантаурка, драматург и композиторка мјузикла. Њен албум, Хејдистаун, адаптиран је у више награђивани истоимени Бродвеј мјузикл. 

## Биографија
Анаис Мичел рођена је 26. марта 1981. године у вермонтском граду Монтипилијер. Одрасла је на фарми за овце у округу Адисон као квекерка са оцем, есејистом и професором енглеског језика, и мајком. Добила је име по есејисткињи Анаис Нин. Као тинејџер, имала је велико интересовање за музику и политику, тако је почела писати своје песме са 17 година, а након путовања у Египат, Костарику и Аустрију студирала је политикологију на Мидлбери колеџу.  Током студија упознала је свог мужа с којим има две ћерке.  Од 2019. године Мичел је део фолк триа Bonny Light Horseman. 

### Хејдистаун
Хејдистаун (Hadestown) је Мичелин концептни албум у фолк опера жанру из 2010. године који је адаптиран и представља подлогу за истоимени мјузикл по мотивима старогрчког мита о Орфеју и Еуридици.
Мичел је за свој албум већ 2010. године била номинована за награду Греми, а сам мјузикл је 2020. године освојио Гремија за најбољи мјузикл. Поред Гремија, Хејдистаун је било најнаграђиваније дело на наградама Тони 2019. године, где је од својих 14 номинација освојио 8, укључујучи и најбољи мјузикл, а Мичел је освојила награду за најбољу музику. 
Поред Бродвеја, Хејдистаун има своје верзије и у Уједињеном Краљевству, Канади, Јужној Кореји и Аустралији. 

## Дискографија
- The Song They Sang... When Rome Fell (2002)
- Hymns for the Exiled (2004)
- The Brightness (2007)
- country ЕР (with Rachel Ries) (2008)
- Hadestown (2010)
- Young Man in America (2012)
- Child Ballads (with Jefferson Hamer) (2013)
- xoa (2014)
- Anaïs Mitchell (2022)